# Epok (astronomi)
Epok (av franska: époque, till klassisk grekiska: εποχή) är en tidpunkt som utgör utgångspunkt för tid och, indirekt, för läge.
Inom astronomin avser en epok den tidpunkt för vilken en himlakropps position är beräknad. Astronomiska koordinatsystem behöver refereras till en standardepok, bland annat på grund av precessionen. Stjärnkartor och katalogverk använder oftast början av åren 1900, 1950 och 2000. Juliansk epok används sedan 1984, där J2000.0 avser början av år 2000. 
Inom geodesi kan en epok avse den tidpunkt då koordinater för en punkt beräknats i ett visst referenssystem.  Till exempel har SWEREF 99 plattektonisk epok 1989.0, det vill säga att det är beräknat för läget kontinentalplattan hade när året 1989 började.
Inom datavetenskap och telekommunikation kan en epok avse en bestämd utgångspunkt att beräkna tid och datum från. Unixepoken utgår exempelvis från 1 januari 1970, och räknar tid utifrån denna tidpunkt med UTC. (Ett problem i sammanhanget är att UTC inte definierades förrän 1972).